# Presidencia de Luis Abinader
La presidencia de Luis Rodolfo Abinader Corona comenzó el 16 de agosto de 2020 y culminará según la constitución vigente del país el 16 de agosto de 2024. Fue elegido presidente en las Elecciones generales de la República Dominicana de 2020 el 5 de julio de ese mismo año. Ha sido el primer presidente nacido después de la dictadura de Rafael Leónidas Trujillo, así como el primer presidente latinoamericano elegido durante la crisis de la pandemia de COVID-19.

## Gabinete
Desde antes de la toma de posesión y en su calidad de presidente electo, Luis Abinader anunció por la red social Twitter quiénes conformarían el primer gabinete de su gobierno.
- Vicepresidenta: Raquel Peña de Antuña
- Procuradora General de la República: Yeni Berenice[1]
- Ministro de la Presidencia: José Ignacio Paliza [2]
- Ministro Administrativo de la Presidencia: Andrés Bautista García [3]
- Ministro de Industria y Comercio y Pequeñas y Medianas Empresas: Víctor Bisonó[4]
- Ministro de Economía, Planificación y Desarrollo: []][2]
- Ministro de Hacienda: Jochi Vicente[2]
- Ministro de Deportes: Kelvin Cruz[5]
- Ministra de la Mujer: Mayra Jiménez[5]
- Gobernador del Banco Central: Héctor Valdez Albizu[2]
- Ministro de Defensa: Carlos Onofre[3]
- Ministro de Obras Públicas y Comunicaciones: Eduardo Estrella Villegas
- Ministro de Relaciones Exteriores: Roberto Álvarez Gil[2]
- Ministro Luis Miguel Decamps[2]
- Ministro de Educación Superior Ciencia y Tecnología: Franklin García[6]
- Ministro de Salud Pública y Asistencia Social: Víctor Atallah (precedido por Plutarco Arias).[7]
- Consultor Jurídico: Antoliano Peralta Romero[8]
- Ministro de Administración Pública: Sigmund Frenund[9]
- Director de la Corporación Dominicana de Empresas Eléctricas Estatales:
- Superintendente de Seguros: Josefa Castillo
- Superintendente de Bancos: Alejandro Fernández Whipple[2]
- Director del Instituto Nacional de Vivienda (INVI): Carlos Bonilla Sánchez.[10]
- Comisión Presidencial de Fideicomiso: Julio Peña Guzmán.[11]

## Política en medios de comunicación
Según el índice Chapultepec de la Sociedad Interamericana de Prensa (SIP), República Dominicana fue calificada en 2020 en el puesto #14 en el ránking americano de libertad de expresión y prensa. Entre 2020 y 2022 el país fue calificado en la lista de países «en restricción» a la libertad de prensa. En 2023 fue ubicado en el puesto #1, elevando su calificación como el único país americano «con libertad de expresión» en ese año.

## Política exterior

### Haití
En marzo de 2024, durante la crisis en Haití, Luis Abinader aseguró que no se detendrían las deportaciones a haitianos y que «no autorizaremos ningún campo de refugiados en este momento por razones históricas y de seguridad».